# Mycosphaerella alocasiae
Mycosphaerella alocasiae är en svampart som beskrevs av Syd. & P. Syd. 1913. Mycosphaerella alocasiae ingår i släktet Mycosphaerella och familjen Mycosphaerellaceae.   Inga underarter finns listade i Catalogue of Life.